# هیوپاپی
هیوپاپی (به مجاری:  Hejőpapi) یک منطقهٔ مسکونی در مجارستان است که در ناحیه مزوچات واقع شده‌است.